# سياه منصور العليا (وحدتية)
سياه منصور العليا (بالفارسية: سیاه‌منصور علیا) هي قرية تقع في إيران في قسم وحدتية الريفي. يقدر عدد سكانها بـ 41 نسمة بحسب إحصاء 2016.